# Presidenti della Provincia di Ravenna
Questo elenco riporta i presidenti della Provincia di Ravenna.

## Regno d'Italia (1861-1946)

### Presidenti del Consiglio provinciale (1860-1927)
- Giuseppe Pasolini (1860-1861)
- Ippolito Rasponi (1861-1862)
- Sebastiano Fusconi (1862-1863)
- Angelo Marescotti (1863-1864)
- Ignazio Guicciardi (1864-1865)
- Giuseppe Pasolini (1865-1867)
- Gioacchino Rasponi (1867-1872)
- Annibale Ferniani (1872-1873)
- Cesare Rasponi Bonanzi (1873-1882)
- Eugenio Bonvicini (1882-1889)
- Clemente Caldesi (1889-1893)
- Luigi Rava (1893-1905)
- Giuseppe Scalaberni (1906-1908)
- Luigi Rava (1908-1916 ?)

### Presidenti della Deputazione provinciale (1860-1927)
| Nº  | Nº | Ritratto | Nome                  | Mandato | Mandato | Partito                     |
| Nº  | Nº | Ritratto | Nome                  | Inizio  | Fine    | Partito                     |
| --- | -- | -------- | --------------------- | ------- | ------- | --------------------------- |
| 1   |    |          | Ruggero Fabri         | 1889    | 1902    | ?                           |
| 2   |    |          | Carlo Ghigi           | 1902    | 1905    | ?                           |
| 3   |    |          | Pietro Cagnoni        | 1906    | 1908    | ?                           |
| (2) |    |          | Carlo Ghigi           | 1908    | 1920    | ?                           |
| 4   |    |          | Bindo Giacomo Caletti | 1920    | 1921    | Partito Socialista Italiano |

### Presidi del Rettorato (1927-1945)
| Nº | Nº | Ritratto | Nome          | Mandato    | Mandato | Partito                    |
| Nº | Nº | Ritratto | Nome          | Inizio     | Fine    | Partito                    |
| -- | -- | -------- | ------------- | ---------- | ------- | -------------------------- |
|    |    |          | Carlo Ghigi   | marzo 1932 | ?       | Partito Nazionale Fascista |
|    |    |          | Paolo Poletti | 1942       | ?       | Partito Nazionale Fascista |

## Repubblica italiana (dal 1946)

### Presidenti della Deputazione provinciale (1945-1951)
| Nº | Nº | Ritratto | Nome                  | Mandato | Mandato | Partito                     |
| Nº | Nº | Ritratto | Nome                  | Inizio  | Fine    | Partito                     |
| -- | -- | -------- | --------------------- | ------- | ------- | --------------------------- |
| 1  |    |          | Bindo Giacomo Caletti | 1945    | 1951    | Partito Socialista Italiano |

### Presidenti della Provincia (dal 1951)

#### Eletti dal Consiglio provinciale (1951-1993)
| Nº | Nº | Ritratto | Nome                  | Mandato          | Mandato          | Partito                       |
| Nº | Nº | Ritratto | Nome                  | Inizio           | Fine             | Partito                       |
| -- | -- | -------- | --------------------- | ---------------- | ---------------- | ----------------------------- |
| 1  |    |          | Bindo Giacomo Caletti | 1951             | 18 maggio 1965   | Partito Socialista Italiano   |
| 2  |    |          | Giuseppe Gambi        | 18 maggio 1965   | 22 febbraio 1968 | Partito Socialista Italiano   |
| 3  |    |          | Decimo Triossi        | 1970             | 14 luglio 1975   | Partito Comunista Italiano    |
| 4  |    |          | Ettore Zannoni        | 14 luglio 1975   | 29 giugno 1979   | Partito Comunista Italiano    |
| 5  |    |          | Mario Li Vigni        | 29 giugno 1979   | 1985             | Partito Comunista Italiano    |
| 6  |    |          | Adriano Guerrini      | 1985             | 27 luglio 1988   | Partito Comunista Italiano    |
| 7  |    |          | Giannantonio Mingozzi | 27 luglio 1988   | 18 dicembre 1990 | Partito Repubblicano Italiano |
| 8  |    |          | Mauro Fantini         | 18 dicembre 1990 | 22 ottobre 1991  | Partito Repubblicano Italiano |
| 9  |    |          | Dante Maioli          | 22 ottobre 1991  | 22 giugno 1993   | Partito Socialista Italiano   |

#### Eletti direttamente dai cittadini (1993-2016)
| Nº | Ritratto      | Ritratto       | Nome                 | Mandato                 | Mandato       | Partito                            | Elezione |
| Nº | Ritratto      | Ritratto       | Nome                 | Inizio                  | Fine          | Partito                            | Elezione |
| -- | ------------- | -------------- | -------------------- | ----------------------- | ------------- | ---------------------------------- | -------- |
| 10 |               |                | Gabriele Albonetti   | 23 giugno 1993          | 2 maggio 1997 | Partito Democratico della Sinistra | 1993     |
| 10 | 2 maggio 1997 | 14 maggio 2001 | Gabriele Albonetti   | Democratici di Sinistra | 1997          |                                    |          |
| 11 |               |                | Francesco Giangrandi | 14 maggio 2001          | 6 giugno 2006 | La Margherita                      | 2001     |
| 11 | 6 giugno 2006 | 16 maggio 2011 | Francesco Giangrandi | Partito Democratico     | 2006          |                                    |          |
| 12 |               |                | Claudio Casadio      | 16 maggio 2011          | 4 agosto 2016 | Partito Democratico                | 2011     |

#### Eletti dai sindaci e consiglieri della provincia (dal 2016)
| Nº | Nº               | Ritratto         | Nome                                              | Mandato       | Mandato          | Partito             | Elezione            |
| Nº | Nº               | Ritratto         | Nome                                              | Inizio        | Fine             | Partito             | Elezione            |
| -- | ---------------- | ---------------- | ------------------------------------------------- | ------------- | ---------------- | ------------------- | ------------------- |
| 13 |                  |                  | Michele De Pascale                                | 4 agosto 2016 | 19 dicembre 2021 | Partito Democratico | 2016                |
| 13 | 19 dicembre 2021 | 25 novembre 2024 | Michele De Pascale                                | 2021          |                  | Partito Democratico |                     |
| –  |                  |                  | Valentina Palli (Vicepresidente facente funzioni) | 2021          | 25 novembre 2024 | 2 marzo 2025        | Partito Democratico |
| 14 | Valentina Palli  | 2 marzo 2025     | in carica                                         | 2025          |                  |                     | Partito Democratico |